# Silvio Zambaldi
Silvio Zambaldi (Palazzolo sull'Oglio, 1870 – Milano, 12 aprile 1932) è stato un drammaturgo italiano.

## Biografia
Autore poliedrico, spaziò dal dramma alla commedia, utilizzando spesso il dialetto milanese. Le sue opere riscossero buon successo con i contemporanei. È sepolto nella tomba familiare al Cimitero Monumentale.

## Opere
- Voragine (1905)
- La moglie del dottore (1908), da cui è stato tratto nel 1956 il film L'intrusa, diretto da Raffaello Matarazzo ed interpretato da Amedeo Nazzari e Lea Padovani
- Il matrimonio di Rirì (1909)
- L'occhio del re (1912)
- La macchinetta del caffè (1916)
- La catena d'oro (1920)
- La ciaccera che gh'ee in gir (1921)[1]